# Lista de rainhas consortes da Sardenha

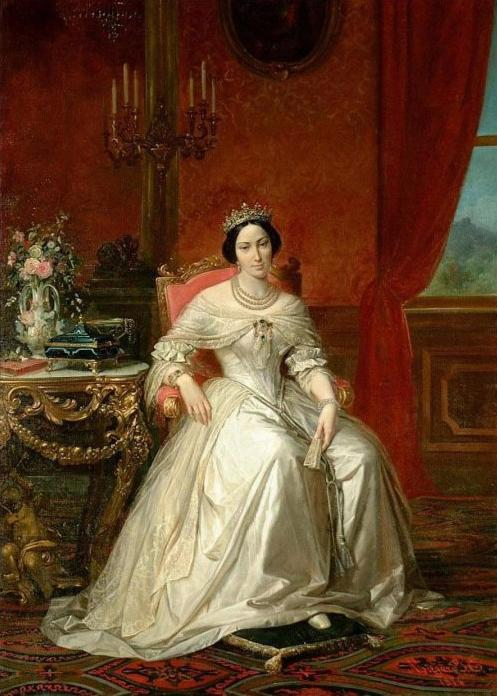
Adelaide da Áustria, última rainha consorte da Sardenha.

As rainhas consortes da Sardenha foram as esposas dos monarcas da Casa de Saboia do Reino da Sardenha; uma vez que nesse país imperava a lei sálica, nunca uma rainha governou o reino da sardenha. A única esposa de um monarca que não é listada é Ana Cristina de Sulzbach, que morreu antes de seu marido Carlos Emanuel ascender ao trono

## História
O Tratado de Londres estabeleceu, entre outras coisas, que Vítor Amadeu II de Saboia cedesse o Reino da Sicília à Áustria em troca da Sardenha. Para atender o Tratado de Londres, foi assinado em Haia, em 8 de agosto de 1720 o acordo que sancionava a passagem do Reino de Sardenha aos Saboia. O título real foi, para a família Saboia, a realização de um objetivo antiquíssimo, perseguido com constância e tenacidade através dos séculos. Daquela data em diante, todos os Estados pertencentes à Casa de Saboia formariam o Reino da Sardenha ou "Reino Sardo": a administração estatal utilizaria o adjetivo "sardo", onde necessário, para todos os atos do reino e a cidadania dos súditos seria a "sarda", até quando foi substituída pelo termo "italiana", em 1861.

## Rainhas Consortes da Sardenha
| Nome                                                                          | Imagem                              | Nascimento                                                    | Cônjuge                                           | Morte                          |
| ----------------------------------------------------------------------------- | ----------------------------------- | ------------------------------------------------------------- | ------------------------------------------------- | ------------------------------ |
| Ana Maria de Orleães 24 de agosto de 1720 — 26 de agosto de 1728              |                                     | 27 de agosto de 1669 (filha de Filipe I, Duque de Orleães)    | Vítor Amadeu II 10 de abril de 1684 9 filhos      | 26 de agosto de 1728 58 anos   |
| Polixena de Hesse-Rotemburgo 3 de setembro de 1730 — 13 de janeiro de 1735    |                                     | 21 de setembro de 1706 (filha de Ernesto Leopoldo de Hesse)   | Carlos Emanuel III 20 de agosto de 1724 6 filhos  | 13 de janeiro de 1735 28 anos  |
| Isabel Teresa de Lorena 1 de abril de 1737 — 3 de julho de 1741               |                                     | 15 de outubro de 1711 (filha de Leopoldo, Duque de Lorena)    | Carlos Emanuel III 5 de março de 1737 3 filhos    | 3 de julho de 1741 29 anos     |
| Maria Antônia da Espanha 20 de fevereiro de 1773 — 19 de setembro de 1785     | Maria Antônia da Espanha            | 17 de novembro de 1729 (filha de Filipe V de Espanha)         | Vítor Amadeu III 31 de maio de 1750 12 filhos     | 19 de setembro de 1785 55 anos |
| Clotilde de França 16 de outubro de 1796 — 7 de março de 1802                 |                                     | 23 de setembro de 1759 (filha de Luís, Delfim da França)      | Carlos Emanuel IV 27 de agosto de 1775 sem filhos | 7 de março de 1802 42 anos     |
| Maria Teresa da Áustria-Este 4 de junho de 1802 — 12 de março de 1821         | Maria Teresa de Áustria-Este        | 1 de novembro de 1773 (filha de Fernando, Duque de Brisgóvia) | Vítor Emanuel I 25 de abril de 1789 7 filhos      | 29 de março de 1832 58 anos    |
| Maria Cristina de Nápoles e Sicília 12 de março de 1821 — 27 de abril de 1831 | Maria Cristina de Nápoles e Sicília | 17 de janeiro de 1779 (filha de Fernando I das Duas Sicílias) | Carlos Félix 6 de abril de 1807 sem filhos        | 11 de março de 1849 70 anos    |
| Maria Teresa da Áustria 27 de abril de 1831 — 23 de março de 1849             | Maria Teresa de Áustria             | 21 de março de 1801 (filha de Fernando III da Toscana)        | Carlos Alberto 30 de setembro de 1817 3 filhos    | 12 de janeiro de 1855 53 anos  |
| Adelaide da Áustria 23 de março de 1849 — 20 de janeiro de 1855               | Adelaide da Áustria                 | 3 de junho de 1822 (filha de Rainer José da Áustria)          | Vítor Emanuel II 12 de abril de 1842 8 filhos     | 20 de janeiro de 1855 32 anos  |